# Lista över genrer inom elektronisk dansmusik
Detta är en lista över genrer inom elektronisk dansmusik:
- Ambient
  - Ambient house
  - Ambient techno
  - Dark ambient
  - Drone
  - Illbient
  - Isolationism
  - Lowercase
  - Psybient

- Breakbeat
  - Acid breaks
  - Baltimore Club
  - Big beat
  - Breakbeat hardcore
  - Broken beat
    - Nu skool breaks

  - Chemical breaks
  - Florida breaks
  - Funky breaks
  - Jersey Club
  - Miami bass
  - Nu-funk
  - Progressive breaks

- Disco
  - Cosmicdisco
  - Eurodisco
  - Italo disco
  - Nu-disco
  - Spacedisco

- Downtempo
  - Acid jazz
  - Balearic beat
  - Chill out
  - Ethnic electronica
  - New age music
  - Nu jazz
  - Triphop

- Drum and bass
  - Darkstep
  - Drumfunk
  - Drumstep
  - Funkstep
  - Hardstep
  - Intelligent drum and bass
  - Liquid funk
  - Neurofunk
    - Neurohop

  - Sambass
  - Techstep
  - Progressive drum & bass

- Dub
  - Ambient dub
  - Dancehall
  - Dub techno
  - Dubstep
    - Drumstep

  - Dubtronica
  - Kidandali

- Electro
  - Crunk
  - Electroclash
  - Electro house
  - Synthwave
    - Darksynth
    - Synthpunk
    - Symphobreaks
    - Progressive synthwave

- Elektroakustisk
  - Acousmatic musik
  - Computer musik
  - Electroacoustic improvisation
  - Field recording
  - Live electronics
  - Live coding
  - Konkret musik
  - Soundscape composition
  - Tape music

- Intelligent dance music
  - Experimental
  - Glitch
    - Glitch hop

- Electronica
  - Berlin school
  - Chillwave
  - Electronicore
  - Elektronisk artmusikk
  - Elektronisk dansemusikk
  - Folktronica
  - Freestyle music
  - Funktronica
  - Laptronica
  - Skweee
  - Sound art
  - Synthpop
  - Vaporwave

- Electronisk rock
  - Alternativ dans
  - Danspunk
  - Dansrock
  - Dansmetal
  - Dark Wave
    - Coldwave

  - Electroclash
  - Electropunk
  - Ethereal wave
  - Indietronica
  - New rave
  - New wave
  - Space rock
  - Synthpop
  - Triprock
  - Shoegaze

- Eurodance
  - Bubblegum dance
  - Eurobeat
  - Eurotrance
  - Hard dance
  - Italodance

- Hardcore
  - Bouncy techno
    - Powerstomp

  - Breakbeat hardcore
    - Hardcore breaks

  - Breakcore
  - Darkcore
  - Digital hardcore
    - Doomcore

  - Frenchcore
  - Gabber
  - Happy hardcore
  - Hardbass
  - Industrial hardcore
  - Hardcore breaks
  - Makina
  - Moombahcore
  - Rotterdam techno
  - Speedcore
    - Extratone
    - Splittercore

  - Terrorcore
  - Trancecore
  - UK Hardcore

- Hardstyle
  - Big room hardstyle
  - Dubstyle
  - Euphoric hardstyle
  - Jumpstyle
    - Melbourne bounce

  - Lento violento
  - Rawstyle

- Hi-NRG
  - Hard NRG
  - New Beat

- House
  - Acid house
  - Ambient house
  - Chicago house
  - Deep house
  - Disco house
  - Diva house
  - Dream house
  - Dutch house
  - Electro house
  - French house
  - Freestyle house
  - Funky house
  - Garage house
  - Ghetto house
  - Hardbag
  - Hip house
  - Italo house
  - Jazz house
  - Jump house
  - Latin house
  - Minimal house
  - Progressiv house
  - Tech house
  - Tribal house
  - Uplifting house
  - Vocal house

- Industrial
  - Cybergrind
  - Electro-Industrial
    - Aggrotech
    - Dark electro

  - Electronic body music
  - Futurepop
  - Industrimetal
  - Industrirock
  - Neue Deutsche Härte
  - Noise
    - Japanoise

  - Power electronics
    - Death industrial

  - Power noise
  - Witch house/Drag

- Intelligent dance music
  - Ambient house
  - Glitch
    - Glitch hop

- Jungle
  - Darkcore jungle
  - Hardcore jungle
  - Oldschool jungle
  - Raggacore
  - Ragga-jungle

- Post-disco
  - Boogie
  - Danspop
  - C-pop
  - J-pop
  - K-pop
  - Dance-rock
  - Dance-metal

- Techno
  - Acid techno
  - Bleep techno
  - Detroit-techno
  - Dub techno
  - Free tekno
  - Hardcore techno
  - Hardtechno
  - Minimal techno
  - Nortec
  - Progressiv techno
  - Rotterdam techno
  - Schranz
  - Symphonic techno
  - Tecno brega
  - Techpara
  - Techstep

- Trance
  - Acid trance
  - Beirut trance
  - Dream trance
  - Eurotrance
  - Goatrance
  - Hardtrance
  - Neo-trance
  - Psykadelisk trance
    - Dark psytrance
    - Full on
    - Psybient
    - Psybreaks
    - Psyprog
    - Suomisaundi

  - Progressiv trance
  - Tech trance
  - Uplifting trance
  - Vocal trance

- UK garage
  - 2-step garage
  - Breakstep
  - Dubstep
    - Drumstep

  - Ghettotech
  - Grime
  - Grindie
  - Speed garage
    - Bassline/4x4 garage

  - UK funky

- Chiptune / Video game musik
  - Bitpop
  - Cracktro
  - Bleep techno
  - Computer music
  - Demoscene
  - Nintendocore
  - SID
  - Music Macro Language
  - Synthwave
  - Skweee
  - Tracker